# Accord De Gasperi-Gruber
L’accord De Gasperi-Gruber, en italien Accordo De Gasperi-Gruber et en allemand Gruber-De-Gasperi-Abkommen, est un traité international qui a été signé le 5 septembre 1946 à Paris.
Encouragé par les Alliés de la Seconde Guerre mondiale, cet accord consacre la reconnaissance de la souveraineté italienne sur le Trentin-Tyrol du Sud, et oblige l'État italien à protéger la communauté germanophone qui y réside, tout en préservant l'autonomie de la région, qui sera validée par la Constitution de 1948.
L'accord porte les noms des deux ministres des affaires étrangères italien (Alcide De Gasperi) et autrichien (Karl Gruber).

## Historique
Initialement prévues pour la seule province de Bolzano, les dispositions introduites par l'accord ont dans les faits été étendues à la province de Trente, majoritairement italophone. La délégation à la région entière des compétences prévues a suscité le désaccord des germanophones et généré une période d'importantes tensions. Deux résolutions de l'Assemblée des Nations unies (n°1497 le 31 octobre 1960 et n°1661 le 28 novembre 1961), la signature de l'accord Pacchetto (it) en 1969, puis celle d'un nouveau statut d'autonomie en 1972, accordant aux deux provinces l'essentiel des compétences régionales, ont en partie permis de résoudre les différends.